# 哈里亚纳邦
哈里亚纳邦（拉丁字母转写：Haryana）是印度北部的一个邦，1966年11月1日从旁遮普邦划分出来。

## 行政区划

哈里亞納邦地圖

全邦下分21縣。

## 主要經濟走向
下表是表示哈里亞納邦邦內生產總值由印度統計和計畫部門所公佈的資料，單位為百萬印度盧比。
| 年份        | 哈里亞納邦邦內生產總值 |
| ----------- | ---------------------- |
| 1999-2000年 | 50,787                 |
| 2000-2001年 | 56,955                 |
| 2001-2002年 | 63,489                 |
| 2002-2003年 | 69,653                 |
| 2003-2004年 | 78,816                 |
| 2004-2005年 | 89,431                 |
| 2005-2006年 | 100,676                |
| 2007-2008年 | 101,319.42             |

## 自然环境
哈里亚纳邦年均降雨量400-500毫米，半干燥季风气候类型，为印度最干旱地区之一，年产小麦1100万吨，水稻350万吨。